# Santa Vittoria (Osilo)
Santa Vittoria è una frazione italiana di 98 abitanti del comune di Osilo.

## Storia

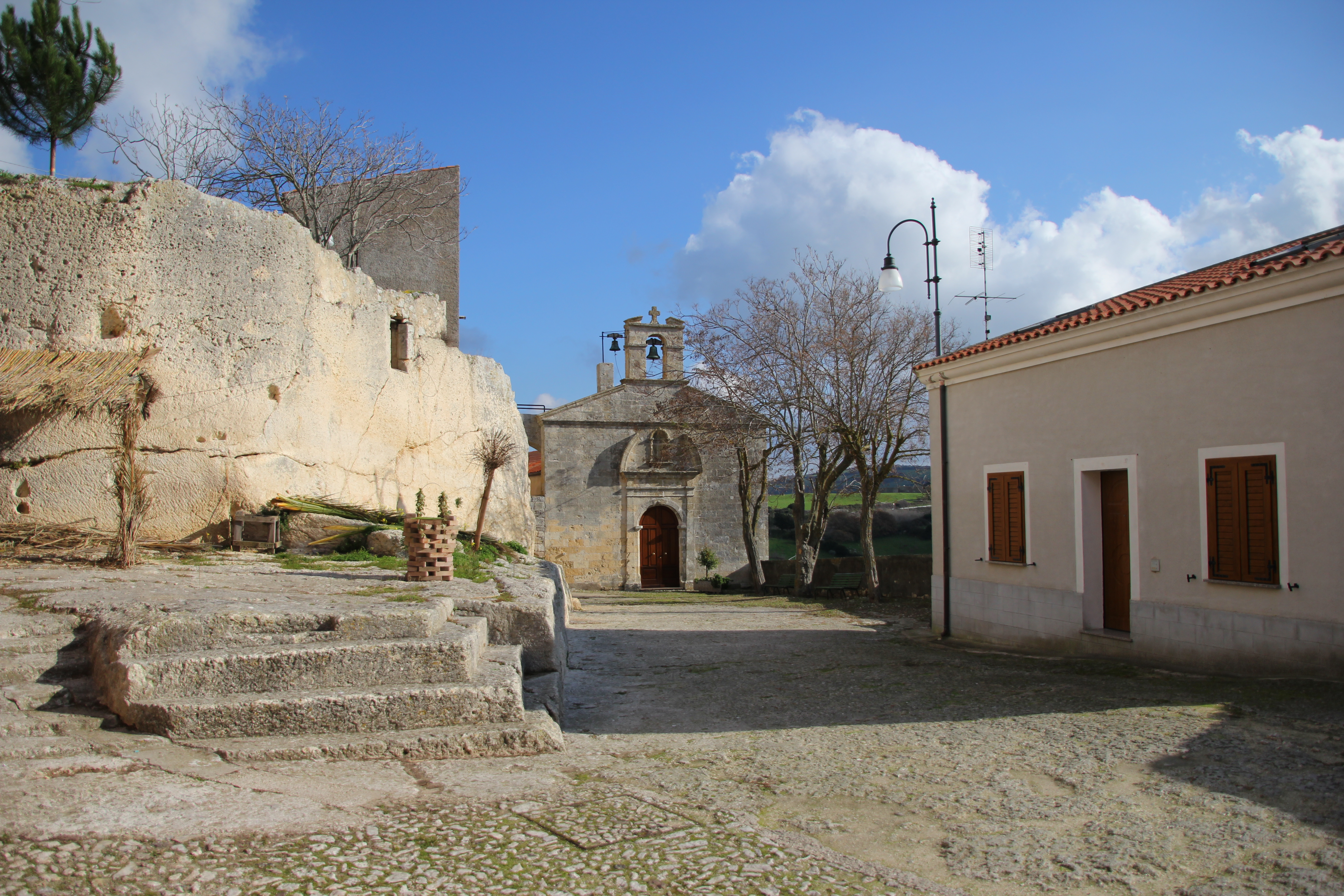
Chiesa di Santa Vittoria de sa Rocca nella parte alta dell'abitato di Santa Vittoria

Il piccolo centro abitato è sorto attorno alla chiesa di Santa Vittoria de sa Rocca ("Santa Vittoria della roccia"), edificio risalente al diciassettesimo secolo, originale per la pianta leggermente curva che segue l'andamento della parete rocciosa che vi è a ridosso.
Il paese sembra essere stato fondato da persone che fuggivano da guerre tra le cittadine di Perfugas e Bulzi in seguito raggiunte da altri esuli, per lo più poveri, accolti inizialmente nel loggiato della chiesa e con il permesso di Osilo.
Secondo fonti classiche sarebbero esistite nell'antichità 23 città chiamate herakleia (città di Ercole), situate tra Mediterraneo ed Atlantico, ed una soltanto di queste si trova in Sardegna. Il docente ordinario di storia romana dell'Università degli Studi di Sassari, professor Raimondo Zucca, ha individuato tale città o in Santa Vittoria, oggi nel comune di Osilo, oppure in Stintino.
Nel 1865 nella piccola frazione è nato il poeta Antoni Farina, scrittore in lingua sarda.